# Sonata Arctica
Sonata Arctica es una banda finlandesa de power metal melódico formada en Kemi en 1996 bajo el nombre Tricky Beans, que después cambió a Tricky Means, y finalmente a Sonata Arctica en 1999. Su cantante Tony Kakko ha comentado influencias de bandas de metal como Stratovarius, Children of Bodom, Nightwish, Rhapsody of Fire, Helloween, entre otras citadas por el grupo en diversas entrevistas.

## Biografía

### Inicios (1995-1998)
Sonata Arctica fue fundada bajo el nombre de Tricky Beans por el vocalista Tony Kakko y los guitarristas Jani Liimatainen y Marko Paasikoski, que más adelante sería el bajista. En sus inicios tocaban canciones fuertemente influidas por el género hard rock, las cuales no tenían mucho que ver con el Power Metal. Al principio de su carrera, grabaron tres demos que nunca fueron enviados a ningún sello discográfico - Friend 'till The End, Agre Pamppers y PeaceMaker .

### Eclíptica (1999-2000)
En 1999, la banda grabó una demo titulado FullMoon, compuesto por Tony Kakko, el guitarrista Jani Liimatainen, el bajista Janne Kivilahti y el batería Tommy Portimo. El demo fue enviado al sello Spinefarm y la banda cambió definitivamente su nombre a Sonata Arctica. Un contrato de grabación llegó poco después.
Más tarde ese mismo año fue lanzado en Finlandia el primer sencillo del grupo, titulado UnOpened, el cual provocó un gran impacto, entrando en los 20 más vendidos en su primera semana tras salir a la venta. Debido a este éxito inicial, pronto la banda había cerrado varios contratos con sellos alrededor del mundo, con vistas al lanzamiento de su álbum debut. El disco fue llamado Ecliptica y posteriormente lanzado a nivel mundial a fines de 1999, obteniendo buenas críticas por parte de la prensa especializada.
Por todo esto, Tony Kakko decidió concentrarse en el canto y comenzó a buscar un nuevo integrante para la banda: Mikko Harkin (antes en Kenziner), fue invitado y seleccionado para tocar el teclado.
A principios del 2000, Sonata Arctica fue elegida para telonear a los ya consagrados Stratovarius a lo largo de su gira por Europa junto con Rhapsody. Janne Kivilahti se salió de la banda y fue reemplazado por Marko Paasikoski, uno de los fundadores de "Tricky Beans".

### Silence y Winterheart's Guild (2001-2003)
Desde finales del 2000 hasta el 2001, la banda trabajó en la composición y grabación de su siguiente disco, Silence, lanzado finalmente en junio de 2001. Un extenso tour lo siguió, realizando una serie de conciertos a través de toda Europa (junto con Gamma Ray) y Japón. En el 2002 Sonata Arctica hizo su primera incursión en Sudamérica, actuando en Brasil y Chile. De acuerdo a lo expresado posteriormente por alguno de los músicos de la banda, esa fue una de sus mejores giras hasta la fecha [cita requerida] - siendo la otra la gira en Japón en el 2003-. Además, el álbum en directo titulado Songs Of Silence fue lanzado justo después ese mismo año.
A finales del 2002, el tecladista Mikko Harkin dejó la banda por motivos personales. Así, su tercer álbum - Winterheart's Guild - fue grabado con la ayuda del afamado Jens Johansson, tecladista de Stratovarius, quién grabó las pistas de The Cage con Tony Kakko. El teclista Henrik Klingenberg se unió a la banda justo a tiempo para participar en una gira de promoción de su nuevo álbum. En la mayoría de los conciertos se colgó el cartel de "Sold Out".

### Reckoning Night y For The Sake Of Revenge (2004-2006)

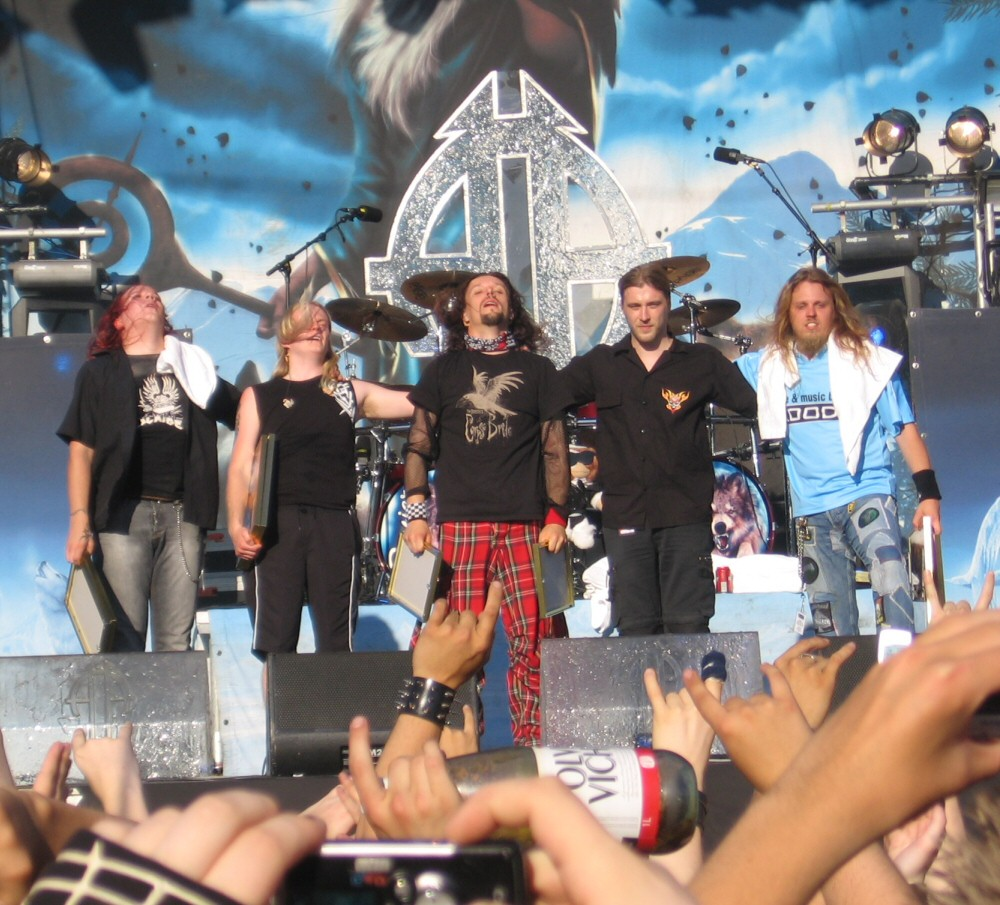
Sonata Arctica presentándose en vivo en el Festival de Tuska 2006, Finlandia

Al terminar su contrato con el sello Spinefarm, la banda recibió invitaciones de la mayoría de los sellos discográficos de Europa, decantándose, en última instancia, por Nuclear Blast.
A principios de 2004, la banda fue elegida como telonera para la gira en Japón de Iron Maiden. En marzo de ese mismo año, Tommy Portimo fue padre al dar a luz su esposa a una niña.
Reckoning Night fue grabado en tres meses y lanzado en octubre. El sencillo y EP promocional para este disco fue Don't Say A Word, el cual permaneció en el Top de los más escuchados en Finlandia durante 6 semanas. Una gira promocional se concretó a continuación, pero hicieron un inesperado cambio de planes al recibir una invitación de la popular banda Nightwish para que se les unieran en su gira a través de Europa. Los conciertos en los cuales participaron tuvieron una afluencia de hasta diez mil personas.
A principios de 2006 Reckoning Night ya había vendido más de 100,000 copias en todo el mundo y fue certificado como disco de oro en Finlandia al vender más de 19,000 unidades en dicho país. Esto lo convierte en el disco más vendido de Sonata Arctica hasta la fecha.
En abril de 2006 se lanza For The Sake Of Revenge, su segundo disco en vivo, grabado durante su gira en Tokio, Japón. Esta edición está disponible tanto en CD como en DVD.
Para este mismo año, la banda participa en la creación de un juego de ordenador llamado Winterheart's Guild. Este juego, realizado por Zelian Games, será un RPG ambientado en un futuro lejano en el que el mundo ha sido devastado por un intenso invierno.
El juego, según dicen sus creadores, ha sido creado con el fin de eliminar la corrupción y tener un mundo más libre.

### Unia (2007-2008)
Un nuevo disco, titulado Unia, fue lanzado el 25 de mayo de 2007; su sencillo promocional fue Paid in Full, el cual fue lanzando unos meses antes. Este disco cuenta con guitarras más agresivas, mayor proliferación de teclados aunque con menor protagonismo en la partes instrumentales. Constantes juegos vocales y diversos toques operísticos le dan forma al primer trabajo alejado del power metal a la banda. Centrándose en hacer un disco entero de metal progresivo.
Todas las canciones del álbum fueron mezcladas en Finnvox Studios y masterizadas en Cutting Room en Estocolmo, Suecia. El sonido del álbum es más acústico, puro y pulido que sus producciones anteriores. Siendo más notoria la calidad de producción en los tambores de la batería y la voz de Tony Kakko.
El disco ha generado diversas reacciones entre los fanes del grupo, entre quienes creen que Unia es el trabajo menos logrado de la banda, y quienes opinan que se encuentra entre los mejores, sino el mejor de sus trabajos.
En mayo de 2007, Jani Liimatainen, no forma parte de la gira de Unia, lo cual formuló varios rumores sobre su despido, el cual fue efectivo con un mensaje oficial de la banda el 6 de agosto de 2007, en su página web. El guitarrista Elias Viljanen, que en un principio ocupa su puesto temporalmente en la gira, es confirmado como miembro permanente. La condición de Liimatainen como miembro del grupo ya es historia, debido a que miembros de la banda han comentado en diversas entrevistas lo irrevocable de la decisión, incluyendo al mismo afectado.
En menos de dos meses Unia se convierte en disco de oro en Finlandia el 11 de julio de 2007, al vender más de 24,000 copias en su país natal. Así también Unia se convierte en el disco más vendido de la banda en Estados Unidos. Se estima que el disco vendió más de 80,000 copias en todo el mundo.
En septiembre de 2007 la banda regresa a Latinoamérica, aunque sólo esta vez a México, a las ciudades de Monterrey, Guadalajara y la Ciudad de México. Luego, a principios de 2008, entre los meses de febrero y marzo, Sonata Arctica vuelve a hacer una gira por latinoamericana, esta vez por Chile, Brasil y México, los primeros 3 países latinoamericanos que visitaron, y la cual sería su 2.ª, también por Argentina y Perú, la que sería su primera vez en ambos países.

### The Days Of Grays (2009)

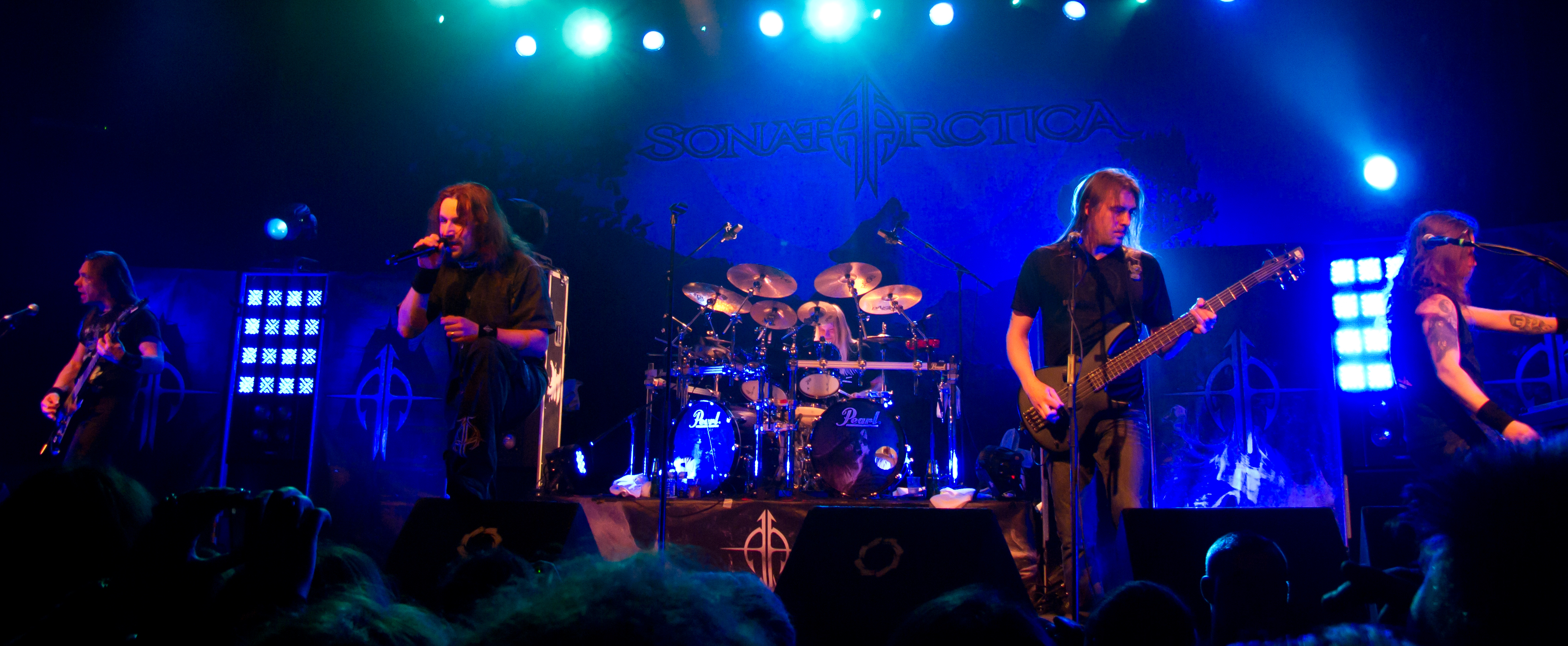
Sonata Arctica durante el The Days of Grays Tour 2011.

Después de una intensa gira mundial donde se promocionó el disco Unia y una aparición en el festival de Heavy Metal "Wacken Open Air" en Alemania, la banda regresó a Finlandia para trabajar en su nueva producción discográfica, que sería el primer álbum de estudio sin Jani Liimatainen a cargo de las guitarras, siendo así el primero con Elias Viljanen en el conjunto.
Día 9 de julio de 2009, se anuncia, en su página oficial, la salida del sexto álbum de estudio titulado The Days Of Grays, con fechas de emisión el 16 de septiembre en Finlandia, el 22 de septiembre en Estados Unidos y el 18 de septiembre, vía Nuclear Blast, para Europa y el resto del mundo (excluyendo Asia). Se realiza un concurso el 22 de julio para el sencillo promocional Flag in the Ground, que consiste en realizar el arte de la portada de dicho sencillo, cuyo ganador fue anunciado a través del MySpace oficial de la banda.
A medida que se producía el álbum, tanto Henrik Klingenberg como Tony Kakko realizaban comentarios en sus blogs personales sobre cómo sería el sonido del disco. Entre los comentarios se destacan que sería algo totalmente nuevo, y ambos también comentaron que el disco ya no sería tan complejo como lo fue Unia. Henrik Klingenberg llama al álbum un poco más "oscuro", y que los tracks serían de tempo medio o lento. Ambos sostuvieron que la banda está llena de optimismo con el resultado, al finalizar las grabaciones. En una entrevista hecha por la multimedial francesa La Grosse Radio, Tony Kakko dio detalles del disco como la inclusión de voces femeninas en dos tracks, por parte de Johanna Kurkela, y el sonido más sinfónico y oscuro en las canciones. Además, dio por finalizado el conflicto con Jani Liimatainen, dando a conocer que "terminaron en buenos términos", que gustó mucho de lo que oyó de Cain's Offering y que incluso se esperaba su participación en el disco, cosa que no ocurrió por estar ocupado en el momento.
El 16 de octubre de 2010 se inicia su gira The Days of Grays World Tour por el continente americano. El primer concierto de este debut en Sudamérica tuvo lugar en el Circo Volador de México. Luego tocaron en el Centro Cultural Miguel Asturias de Guatemala el 17 de octubre, en el CIFCO de El Salvador el 18 de octubre, en el Anfiteatro del Centro Sambil de Venezuela el 20 de octubre, en el Miami Centro de Covenciones de Quito el 22 de octubre, en el Teatro Caupolicán de Santiago de Chile el 24 de octubre, en el Complejo Troya de Montevideo el 26 de octubre, en Groove de Buenos Aires el 27 y 28 de octubre en su primera visita a la Argentina, y por último en el Carioca Club de São Paulo, y fue así que terminó una nueva etapa de esta gira. (https://es.wikipedia.org/wiki/The_Days_of_Grays_World_Tour)
Durante su gira europea, llamada The Days of Grays Tour 2011, contaron como teloneros con la banda italiana Labyrinth y la noruega Triosphere.

### Stones Grow Her Name (2012)
Stones Grow Her Name es el séptimo álbum de estudio de la banda de power metal finés Sonata Arctica. Salió al mercado 16 de mayo de 2012 en Finlandia, 18 de mayo al resto de Europa, el 22 de mayo para América del Norte y el 23 de mayo para Japón.
El vocalista de la banda Tony Kakko comentó que han agregado cosas nuevas al disco con tal de "mantener viva e interesante" la música de Sonata Arctica. Combinará algunos sonidos de los anteriores álbumes, tales como Reckoning Night y Winterheart's Guild e incluso Unia y The Days Of Grays con un estilo más pesado e innovador en la música de Sonata Arctica.

Nuestra nueva aventura está tan solo a unos retoques de estar lista. Las grabaciones fueron extremadamente bien y la mezcla ya está programada. Tengo que decir que lo estoy disfrutando mucho. He trabajado muy duro durante dos años escribiendo las canciones, mientras hacíamos la gira de nuestro anterior álbum "The Days Of Grays". ¡Pero todo ha valido la pena! De nuevo estamos incluyendo ideas nuevas para que la música siga viva e interesante. Nuevos elementos, estilos y ánimos, talentosos artistas invitados e ideas para que los fieles amigos de nuestra música disfruten. ¡No puedo esperar a que podáis poner sus manos y oídos en "Stones Grow Her Name"! ¡Espero verlos de nuevo en la gira! ¡Que les vaya bien!
Tony Kakko, vocalista de la banda

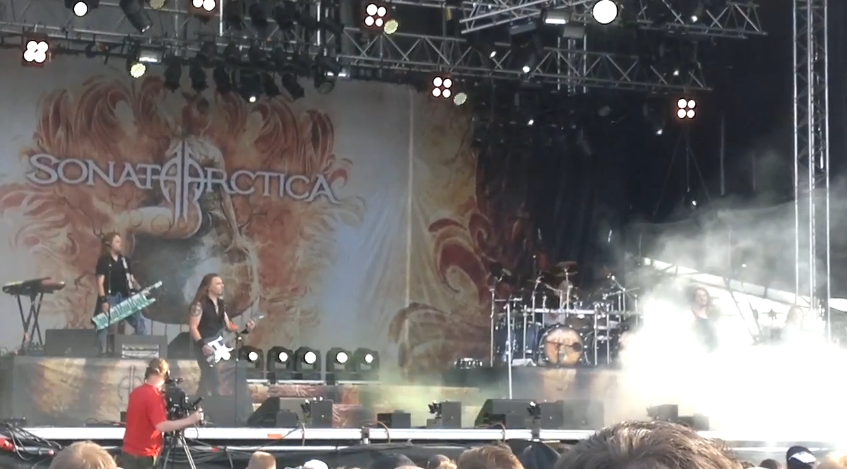
Sonata Arctica presentado el nuevo álbum Stones Grow Her Name 2012.

El disco ya fue mostrado a los medios y Gunnar Sauermann de la revista Metal Hammer Alemania comentó:

"Sonata Arctica nunca fue tan versátil y emocionante como en "Stones Grow Her Name". ¡Cada canción es un hit!“
¡Qué gran mezcla de su conocida y pegadiza música con nuevos retos musicales! ¡'Stones Grow Her Name' os sorprenderá! Nunca han sido tan épicos y estimulantes. Os guiará en un irresistible viaje a través de increíbles temas para cantar, toques de country y un enormísimo final!
Gunnar Sauermann, periodista de Metal Hammer

### Pariah's Child (2014)
Después de realizar numerosas giras por América Latina, Europa y Estados Unidos, el grupo empezó a grabar su octavo álbum a mediados de 2013. La grabación se llevó a cabo entre octubre y diciembre de 2013, dejando unas semanas para la masterización. A principios de 2014, se anunció la salida de Pariah's Child, título del nuevo disco. Salió a la venta el 28 de marzo y supuso un regreso al estilo basado en "Eclíptica" y "Silence". Según su vocalista Tony Kakko, este nuevo disco vendrá cargado con un estilo más orientado a sus comienzos como banda. Menciona en una entrevista que a través de los últimos álbumes, han dejado de lado el gran símbolo del lobo y las raíces en las que el antiguo Sonata Arctica se fundó, por lo que quieren hacer de este álbum un reencuentro con todo aquello que los llevó a ser lo que hoy son. El sencillo de este nuevo disco llamado The Wolves Die Young, fue lanzado el 7 de febrero de 2014 previo al lanzamiento de su octavo álbum.
Sin embargo Pariah's Child sigue una línea parecida al anterior Stones Grow Her Name Pero con una composición basada en el Power metal más compleja. El Sonido de la mayoría de las canciones se destaca por ser más "Feliz" que el de los álbumes anteriores y tener una ambientación más invernal. 
Cabe destacar que para la grabación de su nuevo álbum contaron con la presencia de su nuevo bajista Passi Kauppinen ya que Marko Paasikoski (antiguo miembro) decidió abandonar la banda diciendo:
"He llegado a una situación en mi vida en que ser parte de una banda de gira ya no es una opción para mí y es el momento de explorar otras cosas. Quiero agradecer a todos los fanes y mis compañeros de banda por todos los buenos momentos, grandes espectáculos y aventuras que hemos tenido en la última década..."
Passi se ha visto involucrado con la banda desde hace muchos años y él ha mezclado los DVD de Sonata Arctica, así como las partes grabadas de los últimos discos de estudio.

## Miembros

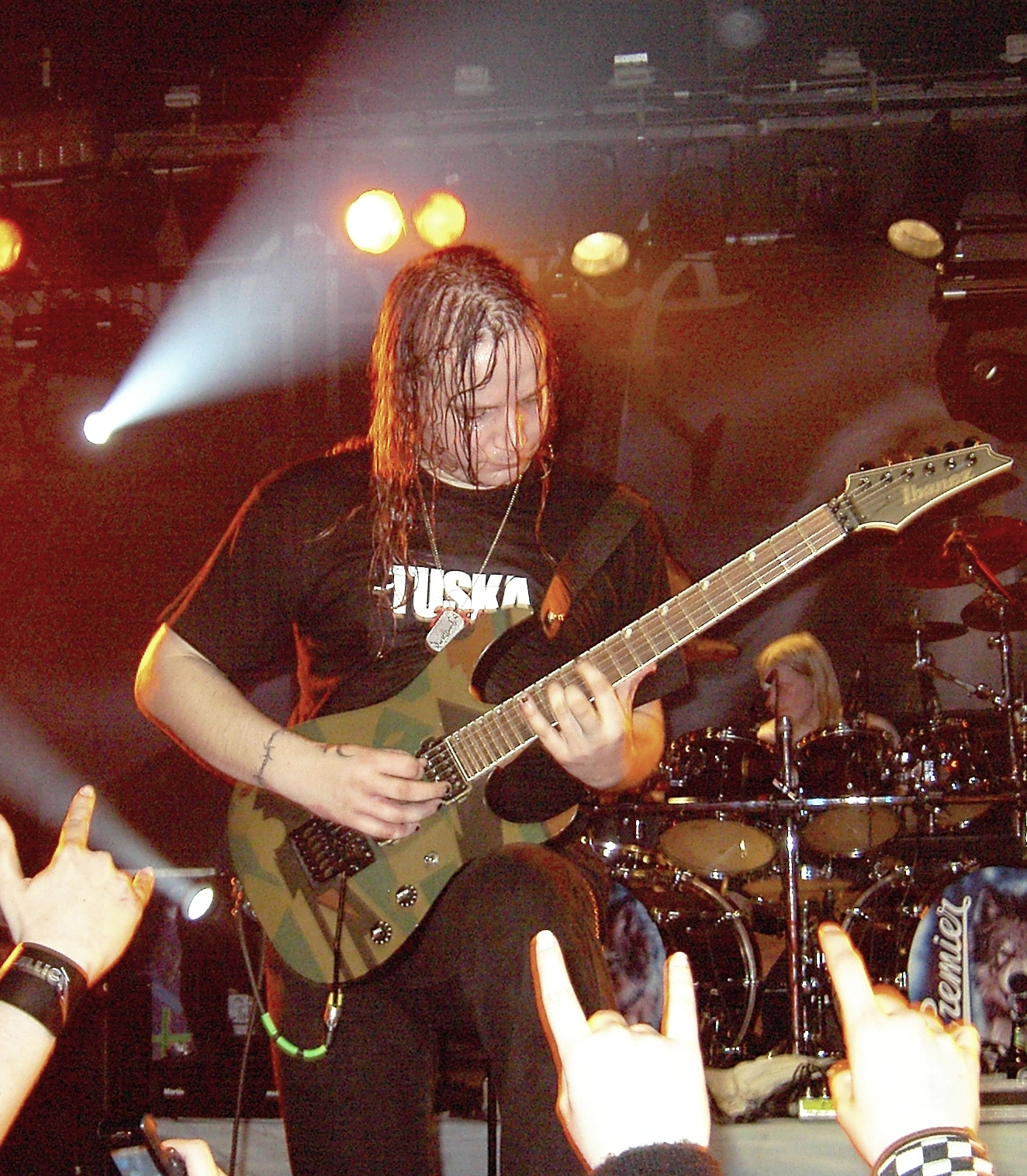
Jani Liimatainen exguitarrista de la banda

- Tony Kakko (1995 - presente) (voces, guitarra acústica y teclado)
- Tommy Portimo (1995 - presente) (batería y percusión)
- Henrik Klingenberg (2003 - presente) (teclados, bajo acústico y segundas voces)
- Elias Viljanen (2007 - presente) (guitarras y segundas voces)
- Pasi Kauppinen (2013 - presente) (bajo)

### Anteriores
- Pentti Peura (1995 − 1999) (bajo)
- Marko Paasikoski (1995; 2000 - 2013) (guitarra [primera etapa]; bajo, guitarra acústica y segundas voces [segunda etapa])
- Janne Kivilahti (1999 − 2000) (bajo)
- Mikko Härkin (2000 − 2002) (teclados)
- Jani Liimatainen (1995 - 2007) (guitarra y segundas voces)

### Cronología
|                  |                  |                  |                     |                    |                    |                    |                      |                    |                    |                    |                |                |                |                |                |
|                  | Ecliptica        | Silence          | Winterheart's Guild | Reckoning Night    | Unia               | The Days of Grays  | Stones Grow Her Name | Pariah's Child     | The Ninth Hour     | Talviyö            |                |                |                |                |                |
| 1995/ 1998       | 1999/ 2000       | 2001/ 2002       | 2003                | 2004/ 2006         | 2007/ 2008         | 2009/ 2011         | 2012/ 2013           | 2014/ 2015         | 2016/ 2018         | 2019               |                |                |                |                |                |
| Tony Kakko       |                  |                  |                     |                    |                    |                    |                      |                    |                    |                    |                |                |                |                |                |
| Tommy Portimo    |                  |                  |                     |                    |                    |                    |                      |                    |                    |                    |                |                |                |                |                |
| Jani Liimatainen | Jani Liimatainen | Jani Liimatainen | Jani Liimatainen    | Jani Liimatainen   | Jani Liimatainen   | Elias Viljanen     | Elias Viljanen       | Elias Viljanen     | Elias Viljanen     | Elias Viljanen     |                |                |                |                |                |
| Pentti Peura     | Janne Kivilahti  | Marko Paasikoski | Marko Paasikoski    | Marko Paasikoski   | Marko Paasikoski   | Marko Paasikoski   | Marko Paasikoski     | Pasi Kauppinen     | Pasi Kauppinen     | Pasi Kauppinen     | Pasi Kauppinen | Pasi Kauppinen | Pasi Kauppinen | Pasi Kauppinen | Pasi Kauppinen |
| Tony Kakko       | Tony Kakko       | Mikko Härkin     | Henrik Klingenberg  | Henrik Klingenberg | Henrik Klingenberg | Henrik Klingenberg | Henrik Klingenberg   | Henrik Klingenberg | Henrik Klingenberg | Henrik Klingenberg |                |                |                |                |                |

|  | Álbum editado |  | Voz |  | Bajo |

|  | Batería |  | Guitarra |  | Teclado/Piano |

### Músicos invitados
- Raisa Aine - flauta (en "Letter to Dana")
- Nik Van-Eckmann - pasajes hablados (en "...of Silence", "The End of This Chapter", "Last Drop Falls" y "The Power of One" de Silence y "Don't Say a Word", "White Pearl, Black Oceans..." y "Wildfire" de Reckoning Night)
- Timo Kotipelto - Voz (en "False News Travel Fast", "Only The Broken Hearts (Make You Beautiful)", "Shitload of Money", "I Have A Right" y "Alone in Heaven")
- Renay González - pasaje femenino hablado (en "The End of This Chapter")
- Jens Johansson - solos de teclado electrónico (en "The Cage," Silver Tongue "," Victoria's Secret "y" Champagne Bath ")
- Peter Engberg - guitarra acústica, bouzouki, chromaharp, cavaquinho y Q-chord (en "They Follow", "Under Your Tree", "The Harvest", "It Won't Fade" y "Fly With the Black Swan")
- Johanna Kurkela - voz femenina (en "Deathaura" y No Dream Can Heal a Broken Heart")
- Perttu Kivilaakso - Solo de violonchelo (en "The Truth Is Out There")

## Discografía

### Álbumes de estudio
| Título                           | Año  | Discográfica        |
| -------------------------------- | ---- | ------------------- |
| Ecliptica                        | 1999 | Spinefarm Records   |
| Silence                          | 2001 | Spinefarm Records   |
| Winterheart's Guild              | 2003 | Spinefarm Records   |
| Reckoning Night                  | 2004 | Nuclear Blast       |
| Unia                             | 2007 | Nuclear Blast       |
| The Days of Grays                | 2009 | Nuclear Blast       |
| Stones Grow Her Name             | 2012 | Nuclear Blast       |
| Pariah's Child                   | 2014 | Nuclear Blast       |
| The Ninth Hour                   | 2016 | Nuclear Blast       |
| Talviyö                          | 2019 | Nuclear Blast       |
| Acoustic Adventures - Volume One | 2022 | Atomic Fire Records |
| Acoustic Adventures - Volume Two | 2022 | Atomic Fire Records |
| Clear Cold Beyond                | 2024 | Atomic Fire Records |

### Álbumes en vivo
| Título                           | Año  | Discográfica      |
| -------------------------------- | ---- | ----------------- |
| Songs of Silence - Live in Tokyo | 2002 | Spinefarm Records |
| For the Sake of Revenge          | 2006 | Nuclear Blast     |
| Live in Finland                  | 2011 | Nuclear Blast     |

### EP y recopilaciones
| Título                   | Año           | Discográfica      | Detalle                            |
| ------------------------ | ------------- | ----------------- | ---------------------------------- |
| Successor                | 2000          | Spinefarm Records |                                    |
| Orientation              | 2001          | Marquee/Avalon    | Sólo para Japón                    |
| Takatalvi                | 2003          | Marquee/Avalon    | Sólo para Japón                    |
| Don't Say a Word         | 2004          | Nuclear Blast     |                                    |
| The End of This Chapter  | 2005          | Marquee/Avalon    | Recopilatorio, sólo para Japón     |
| The Collection 1999-2006 | 2006          | Spinefarm Records | Recopilatorio, sólo para Finlandia |
| Eclíptica                | 2008 Re-Issue | Spinefarm Records | Recopilatorio                      |
| Silence                  | 2008 Re-Issue | Spinefarm Records | Recopilatorio                      |
| Takatalvi                | 2010 Re-Issue | Spinefarm Records | Recopilatorio                      |
| Ecliptica Revisited      | 2014          | Nuclear Blast     | Recopilatorio                      |
| Christmas Spirits        | 2015          | Nuclear Blast     | EP Navideño                        |
| The Harvests (2007-2017) | 2018          | Marquee/Avalon    | Recopilatorio, sólo para Japón     |

### Sencillos
| Título                       | Año  | Discográfica        |
| ---------------------------- | ---- | ------------------- |
| UnOpened                     | 1999 | Spinefarm Records   |
| Wolf & Raven                 | 2001 | Spinefarm Records   |
| Last Drop Falls              | 2001 | Spinefarm Records   |
| Victoria's Secret            | 2003 | Spinefarm Records   |
| Broken                       | 2003 | Spinefarm Records   |
| Don't Say a Word             | 2004 | Nuclear Blast       |
| Shamandalie                  | 2004 | Nuclear Blast       |
| Replica 2006                 | 2006 | Spinefarm Records   |
| Paid in Full                 | 2007 | Nuclear Blast       |
| Flag in the Ground           | 2009 | Nuclear Blast       |
| The Last Amazing Grays       | 2009 | Nuclear Blast       |
| Flag in the Ground (Live)    | 2011 | Nuclear Blast       |
| I Have a Right               | 2012 | Nuclear Blast       |
| Shitload of Money            | 2012 | Nuclear Blast       |
| Alone in Heaven              | 2013 | Nuclear Blast       |
| The Wolves Die Young         | 2014 | Nuclear Blast       |
| Cloud Factory                | 2014 | Nuclear Blast       |
| Love                         | 2014 | Nuclear Blast       |
| Closer to an Animal          | 2016 | Nuclear Blast       |
| Life                         | 2016 | Nuclear Blast       |
| A Little Less Understanding  | 2019 | Nuclear Blast       |
| First In Line                | 2023 | Atomic Fire Records |
| A Monster Only You Can't See | 2023 | Atomic Fire Records |

### DVD
- For the Sake of Revenge (2006)
- Live In Finland (2011)

### Bootlegs
- Live at SFP Metal Birthday (Tavastia Club) Finland (1999)
- Live at Pakkahuone Tampere Finland (2000)
- Live At Provinssirock Finland (2000)
- Live At Vila Non Da Caía (2000)
- Letter To Stuttgart (2000)
- Live At La Riviera With Rhapsody (2000)
- Only Way You Can - Live in Osaka (2001)
- Acoustica live in Paris (2001)
- Live in Kouvola (2002)
- Tuska Festival (2002)
- Tammerfest (2003)
- Hiroshima (2003)
- Live At The Zip - Sendai, Japan (2003)
- Live at AX Shibuya (2003)
- Wacken Open Air, Germany (2003)
- Howl and Dream - Saitama (2004)
- Acoustic Live Tokio (2004)
- Tavastia (2004)
- Untamed and Free - Osaka (2004)
- "Rocking Night" Live In Milano (2004)
- By The Gates of Metal - Live in Hultsfred (2004)
- Symphony Of Angels - 2004 - Cologne/Germany - (con Nightwish) (2004)
- Live At Finish Metal-Expo (2005)
- Live In AnkkaRock (2005)
- "Trapped In a Maze" (2005)
- "Out Of Time and Place" (2005)
- Christmas In Havana (2005)
- Live At Worchester, Mass (2006)
- "If you had a King Kong...(Budapest)" (2006)
- Live at La Locomotive, France (2006)
- Live at Trabendo, France (2006)
- Live at Circo Volador, Mexico City (2007)
- Blue Wolves ~ Live in Argentina (2008)
- Live In Caupolican, Santiago (2008)
- Crazy (2009)
- North Tales (2009)
- Live In Caupolican, Santiago, CHILE (2010)
- Live In Caupolican, Santiago, CHILE (2013)
- The Last Amazing Night - Live in Argentina (2013)
- Sonata Arctica Live!, Compilado de bootlegs por Sonata Arctica LatinoAmerica (2013)
- 15th Anniversary Tour - Live in Buenos Aires, Argentina (2014)

## Giras[15]
| #   | Título de la gira                             | Álbum promocionado   | Años de duración      |
| --- | --------------------------------------------- | -------------------- | --------------------- |
| 1.  | "Ecliptica Tour"                              | Ecliptica            | 08/08/1999-30/06/2000 |
| 2.  | "Silence Tour"                                | Silence              | 12/07/2001-27/07/2002 |
| 3.  | "Winterheart's Guild Tour+Dance Of Death"     | Winterheart's Guild  | 21/02/2003-09/10/2004 |
| 4.  | "Reckoning Night World Tour+Once Upon A Tour" | Reckoning Night      | 13/10/2004-26/08/2006 |
| 5.  | "Unia World Tour+Dark Passion Play"           | Unia                 | 27/04/2007-29/11/2008 |
| 6.  | "The Days of Grays World Tour"                | The Days of Grays    | 08/08/2009-14/08/2011 |
| 7.  | "Stones Grow Her Name World Tour"             | Stones Grow Her Name | 07/04/2012-15/08/2013 |
| 8.  | "Pariah's Child World Tour"                   | Pariah's Child       | 10/04/2014-22/08/2015 |
| 9.  | "Worldwide Tour 2016"                         | N/A                  | 19/02/2016-03/09/2016 |
| 10. | "The Ninth Hour World Tour"                   | The Ninth Hour       | 07/10/2016-09/09/2017 |
| 11. | "The Winter Chapter Tour 2018"                | N/A                  | 18/01/2018-26/08/2018 |
| 12. | "Acoustic Adventures World Tour 2019"         | N/A                  | 09/02/2019-30/03/2019 |
| 13. | "Talviyö Tour"                                | Talviyö              | 06/09/2019-           |
| 14. | "Latin America Tour 2020"                     | N/A                  | 03/04/2020-01/05/2020 |

### Giras con más shows
- The Days of Grays World Tour (08/08/2009-14/08/2011): 183 shows
- Reckoning Night World Tour+Once Upon A Tour (13/10/2004-26/08/2006): 161 shows
- Unia World Tour+Dark Passion Play (27/04/2007-29/11/2008): 158 shows
- The Ninth Hour World Tour (07/10/2016-09/09/2017): 132 shows
- Pariah's Child World Tour (10/04/2014-22/08/2015): 117 shows
- Stones Grow Her Name World Tour (07/04/2012-15/08/2013): 95 shows
- Talviyö Tour (06/09/2019-presente): 75 shows
- Silence Tour (12/07/2001-27/07/2002): 72 shows
- Ecliptica Tour (08/08/1999-30/06/2000): 59 shows
- Winterheart's Guild Tour+Dance Of Death (21/02/2003-09/10/2004): 56 shows
- Worldwide Tour 2016 (19/02/2016-03/09/2016): 49 shows
- The Winter Chapter Tour 2018 (18/01/2018-26/08/2018): 28 shows
- Acoustic Adventures World Tour 2019 (09/02/2019-30/03/2019): 27 shows

## Versiones
Éstas son las canciones versionadas por Sonata Arctica, tanto las oficiales, que aparecen en la discografía de la banda, como las no oficiales, que han sido tocadas en vivo:

### Oficiales
- I Want Out (Helloween) (2000)
- Still Loving You (Scorpions) (2000)
- Die With Your Boots On (Iron Maiden) (2001)
- The Wind Beneath My Wings (Bette Midler) (2001)
- Fade To Black (Metallica) (2003)
- World In My Eyes (Depeche Mode) (2004)
- Two Minds One Soul (Vanishing Point) (2004)
- Out In The Fields (Gary Moore) (2007)
- Hell is Living Without you (Alice Cooper) (2011)

### Otros (No Oficiales)
- Black Diamond (Stratovarius) incluido en el DVD Infinite Visions de Stratovarius
- Silent Jealousy (X Japan)
- We Will Rock You (Queen) en la parte de la batería humana, durante las giras sudamericanas de Unia y de The Days Of Grays .
- Crash & Burn (Yngwie Malmsteen)
- Excuse Me While I Kill Myself (Sentenced)
- I Was Made for Lovin' You (Kiss) incluyen el coro al tocar my land en el live at tavastia
- Smoke on the Water (Deep Purple)
- Child in Time (Deep Purple)
- Gaston y'a l'téléfon qui son (Nino Ferrer) esta canción fue utilizada como intro en algunos shows durante el tour europeo de Reckoning Night
- One (Metallica)
- Master of Puppets (Metallica)
- No More Tears (Ozzy Osbourne)
- The Trooper (Iron Maiden)
- My Heart Will Go On (Celine Dion)
- Speed of Light (Stratovarius)en el tema False News Travel Fast y  Blank File incluidas en el álbum en vivo Songs of Silence - Live in Tokyo.